# Рикоте
Рикоте (исп. Ricote) — муниципалитет в Испании, входит в провинцию Мурсия в составе автономного сообщества Мурсия. Муниципалитет находится в составе района (комарки) Валье-де-Рикоте. Занимает площадь 144,0 км². Население 1 264 человека (на 2019 год).
Окружён горами и уэртой — орошаемыми плантациями садовых культур. Климат очень мягкий, что позволяет собирать до 4 урожаев в год. Главные с/х культуры — лимон, оливки. Производится вино. Ресторан «Эль Сордо» входит в число лучших ресторанов кастильской кухни. Посёлок известен с VIII века, важный опорный пункт арабов, после Реконкисты в нём некоторое время сохранялась власть арабских правителей (считается, что это последний населённый пункт в Испании, из которого были изгнаны мориски. На горе — развалины замка.
Покровителем города считается святой Себастьян.

## Население
| 2001  | 2002  | 2004  | 2005  | 2006  | 2007  | 2008  | 2009  | 2010  |
| ----- | ----- | ----- | ----- | ----- | ----- | ----- | ----- | ----- |
| 1561  | ↗1569 | ↘1509 | ↗1538 | ↘1527 | ↗1531 | ↗1546 | ↘1519 | ↘1441 |
| 2011  | 2012  | 2013  | 2014  | 2015  | 2016  | 2017  | 2018  | 2019  |
| ↗1456 | ↘1452 | ↘1417 | ↘1398 | ↘1369 | ↘1332 | ↘1315 | ↘1301 | ↘1264 |
| 2020  | 2021  | 2022  | 2023  | 2024  |       |       |       |       |
| ↘1253 | ↗1265 | ↗1275 | ↘1240 | ↘1212 |       |       |       |       |